# Margot Nuccetelli
Margot Nuccetelli (* 24. März 1999 in Rom) ist eine italienische Filmschauspielerin.

## Leben
Ab 2017 spielte Nuccetelli in der dritten und vierten Staffel der Jugendserie Mia and me – Abenteuer in Centopia die Hauptrolle der Mia, die sie in 51 Folgen verkörperte. Sie folgte in dieser Rolle Rosabell Laurenti Sellers nach.

## Filmografie
- 2017–2022: Mia and me – Abenteuer in Centopia (Fernsehserie, 51 Folgen)